# 骨肉瘤
骨肉瘤是指骨骼組織中的肿瘤。它是一种恶性肿瘤，而且發展快、轉移早。任何骨骼組織都有可能出現骨肉瘤。骨肉瘤發病年齡為20歲至40歲之間，而且患者以男性居多。